# Werner Marienfeld (Pfarrer)
Werner Siegfried Marienfeld (* 6. Juni 1908 in Talskeim, Kreis Bartenstein; † 20. Mai 1989 in Dortmund) war ein evangelischer Pfarrer.

## Leben
Pastor Marienfeld trat um 1934 seine erste Pfarrstelle in der Mariä-Geburt-Kirche in Wielitzken beziehungsweise Wallenrode, Kreis Treuburg, an. Dort lehnte er die Übernahme des Führerprinzips ab und wandte sich der Bekennenden Kirche zu. Diese Pfarrstelle hatte er bis 1938 inne.
Er fiel während der Jahre 1945 bis 1948 durch seinen menschlich-seelsorgerischen Beistand in Sibirien auf, als er sich um verschleppte Frauen, Mädchen und „Jungens“ kümmerte. Hierzu ist im Jahre 1979 die Broschüre Verschleppt (Frauen und Mädchen von Ostpreußen nach Sibirien verschleppt) in Zusammenarbeit mit seinen damaligen Leidensgefährten herausgegeben worden.
1949 war er Pfarrer der St. Katharinen-Gemeinde in Brandenburg an der Havel. Im September 1953 floh er nach West-Berlin, nachdem ihm eine Beteiligung am Aufstand vom 17. Juni 1953 vorgeworfen wurde.
Kurz darauf übernahm er eine Pfarrstelle in Dortmund-Marten. Hier entspann sich um 1954 ein Streit um Bekenntnisschulen und Christliche Gemeinschaftsschule, in denen auch Marienfeld mitwirkte.
Am 27. Juli 1964 war er Gründungsmitglied der Gemeinschaft evangelischer Ostpreußen e. V. in Leverkusen.
Von 1974 bis 1984 war er Schatzmeister und stellvertretender Vorsitzender der Stiftung Ostpreußen.

## Auszeichnungen
- 1979: Plakette für Verdienste um den deutschen Osten und das Selbstbestimmungsrecht des Bundes der Vertriebenen[5]
- 1983: Bundesverdienstkreuz am Bande[6]
- 1988: Preußenschild der Landsmannschaft Ostpreußen[1]

## Schriften
- Evangelische Kirche, wohin? Gedanken zur Theologie der Revolution, Evang. Notgemeinschaft in Deutschland e. V. Sachsen bei Ansbach 1975
- Gemeinschaft Evangelischer Ostpreußen e.V.: Uns ward aber dennoch geholfen. Predigten und Andachten ostpreußischer Pfarrer., bearbeitet von Hans Hermann Engel und Werner Marienfeld, Rautenberg, Leer 1984